# Arda Erdoğan
Arda Erdoğan (Şişli, 17 settembre 1999) è un cestista turco.

## Palmarès
- Coppa di Turchia: 1

Anadolu Efes: 2018